# Фонд боротьби з корупцією

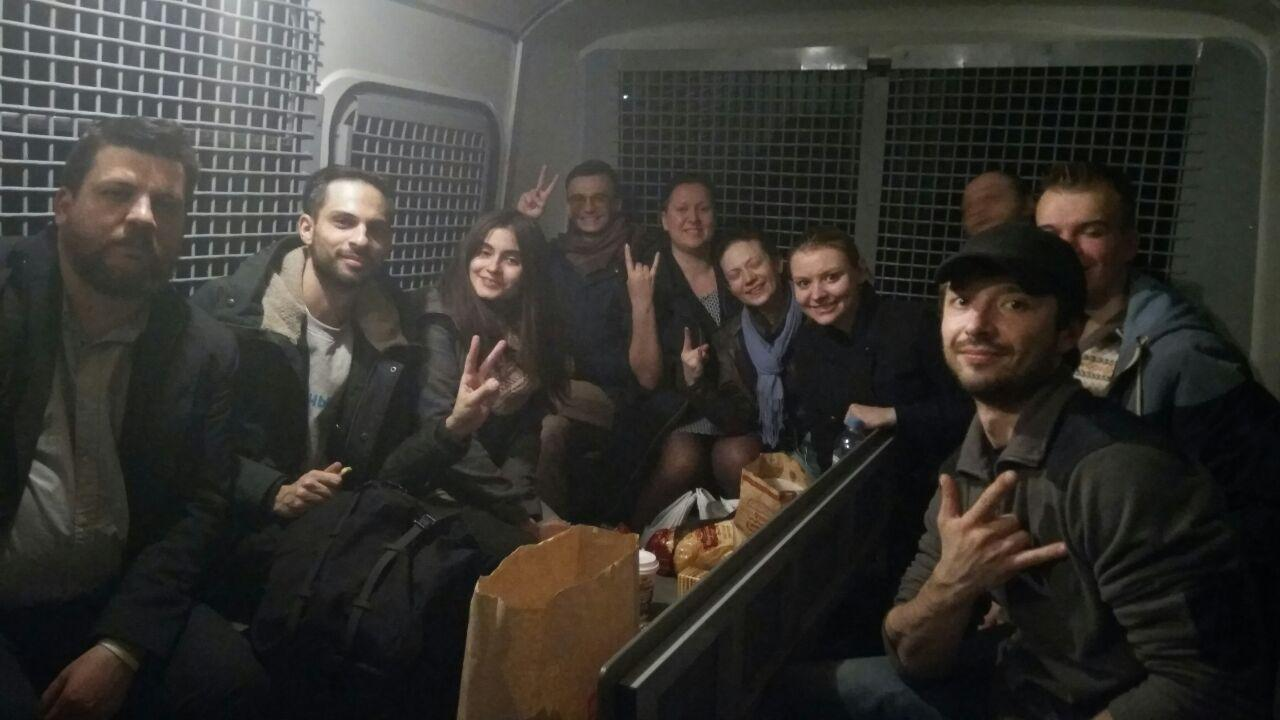
Співробітники ФБК заарештовані за непокору співробітникам поліції (ст. 19.3)
26 березня 2017

Некомерційна організація «Фонд боротьби з корупцією» (рос. Фонд борьбы с коррупцией) — некомерційний фонд, створений російським політиком Олексієм Навальним у  2011 році. Фонд об'єднує всі проєкти Олексія Навального і займається збором коштів на їх роботу, причому сам Олексій Навальний відмовився від анонімних пожертвувань.
Координатори проєктів Навального (рос. «РосПил», «РосЯма», «РосВыборы», «Добрая машина правды», «РосЖКХ») є співробітниками Фонду. У 2014 році в фонді працювало близько 30 чоловік, в 2017 році (за даними фонду) працювало близько 40 осіб, середня зарплата яких становила близько 70 тис. рублів на місяць.
Незадовго до виборів 2021 року путінська влада визнала Фонд боротьби з корупцією терористичною організацією, діяльність якої на території Росії заборонено, та організувала масштабне судове переслідування членів фонду. Це вважають наслідком участі організації в політиці у вигляді активного просування «Розумного голосування».
11 липня 2022 року Навальний оголосив про відродження Фонду боротьби з корупцією (ФБК) як міжнародної організації. 1 червня 2023 року Міністерство юстиції Російської Федерації внесло Міжнародний фонд протидії корупції до списку «небажаних організацій». Раніше на початку грудня 2022 року фонд оголосили «іноземним агентом».

## Створення фонду
Фонд зареєстрований 9 вересня 2011 року. За словами Володимира Ашуркова, засновники фонду отримали досвід публічного і прозорого збору коштів, організувавши фінансування проєкту «РосПил». Через платіжну систему «Яндекс.Гроші» була зібрана значна сума, що фінансово забезпечує роботу проєкту на рік. Паралельно творцями фонду опрацьовуються ідеї залучення на постійній основі професійних юристів і економістів до пошуку і припинення корупційних схем в системі державних закупівель. Договірна основа дозволить отримати деякі гарантії на відміну від схеми роботи з волонтерами.

## Керівництво
- Директором фонду з моменту заснування і по грудень 2018 року був Роман Рубанов[3][10]. З грудня 2018 року директором призначено керівника юридичного відділу фонду Івана Жданова[11].
- Виконавчим директором фонду з лютого 2012 року є Володимир Ашурков, який був змушений покинути «Альфа-груп» заради роботи в ФБК[9][12].
- У лютому 2019 року стало відомо, що колишній директор ФБК Роман Рубанов оголошений в розшук у зв'язку з кримінальним розслідуванням, розпочатим через те, що ФБК! Не послухав рішення суду про видалення з YouTube фільму-розслідування «Він вам не Дімон». Рубанову, за версією, висловленою Леонідом Волковим, ставляться порушення за статтею 315 КК РФ[13].

## Цілі роботи
Фонд боротьби з корупцією об'єднує всі проєкти Навального: «РосПил», «РосЯма», «РосВыборы», «Добрая машина правды», «РосЖКХ». Володимир Ашурков сформулював стратегію фонду, як тиск на владу з метою підштовхнути її до внутрішніх перетворень, працюючи за двома напрямками: організація локальних ситуацій, в яких державні структури будуть відчувати тиск, і створення реальної альтернативи нинішній владній системі.
За словами Навального, учасники фонду хочуть створити новий стандарт прозорості для збору і витрачання коштів.

## Фінансування

### В часи керівництва Олексія Навального
За словами Ашуркова, «постійний фандрайзинг є необхідною умовою функціонування» фонду. Творці хочуть збудувати систему, яка дозволить фонду «не залежати від одного джерела фінансування». У квітні 2012 року творці оцінювали річний бюджет фонду приблизно в 300 000 USD. При наявності великих коштів фонд буде розширюватися. Творці фонду пообіцяли оприлюднити початковий список людей, які внесли свій вклад в фонд.
За 2013 рік фонд за допомогою пожертвувань зібрав 23 мільйони рублів. Бюджет фонду станом на 2014 рік становив 3 млн рублів на місяць.
Першими публічними спонсорами фонду 13 лютого 2012 року стали син засновника «Вимпелкому» бізнесмен Борис Зимін (підтвердив, що вже дав 300 000 руб. І буде приблизно стільки ж давати щомісяця) і колишній менеджер «Альфа-груп» Володимир Ашурков (підтвердив, що дав 300 000 руб). 30 травня 2012 року було оприлюднено список перших 16 спонсорів фонду, включаючи Дмитра Бикова, Олександра Лебедєва, Леоніда Парфьонова, та Бориса Акуніна.
За словами Навального, «вони вже перерахували 4,4 млн руб., а ще 4 млн гарантували на другу половину року», що забезпечує більшу частину запланованого річного бюджету фонду ($ 300 000).
За словами Володимира Ашуркова і Навального, переговори велися протягом трьох місяців, і деякі з тих, з ким вони проходили, в результаті вирішили утриматися від внесків до фонду. Однак, багато хто з тих, хто в підсумку підтримав проєкт, незважаючи на те, що не пов'язані ніякими договірними зобов'язаннями, пообіцяли регулярно робити пожертвування. Це дозволяє планувати діяльність фонду. У разі зростання добровільних внесків передбачається розвивати штат проєктів фонду, особливу роль приділяючи антикорупційному «РосПилу». Причому всі представники бізнесу підтримують фонд фінансово як приватні особи.
За словами Навального, для того, щоб допомогти потенційним жертводавцям зважитися на підтримку фонду і схожих проєктів, перші з тих, хто вже зробив це, назвуть свої імена. А Володимир Ашурков припустив, що пізніше імена фінансово підтримують фонд не оприлюднять, за винятком випадків, коли про це проситимуть самі дарувальники. Ашурков сказав, що топ-менеджер «Альфа-Груп» Олексій Савченко з'явився в списку спонсорів завдяки знайомству з ним. Навальний зазначив, що інших спонсорів з «Альфи» у фонду немає. Політолог Станіслав Бєлковський висловив зацікавленість представників великого бізнесу до опозиції, виділивши Михайла Фрідмана.
Як стратегії фінансування для фонду Навальний заявив збір невеликих сум пожертвувань, але із залученням широкого кола жертводавців, особливо виділяючи важливість масової підтримки.

### Після смерті арешту та ув'язнення Олексія Навального
Після арешту Олексія Навального та його подальшого ув'язнення у російській в'язниці прозорість фінансування Фонду Боротьби з Корупцією стала меншою. Так з 2021 року Фонд Боротьби з Корупцією перестав публікувати свою фінансову звітність. А скарбником "міжнародного Фонду Боротьби з Корупцією" став (був) колишній голова правління та співвласник "Пробізнесбанку" Олександр Железняк якого відомий російський блогер Юрій Дудь назвав "людиною з дуже сумнівною репутацією"
Зі слів одного з очільників Фонду Боротьби з Корупцією пана Леоніда Волкова бюджет фонду формується із трьох основних джерел:
1. Донати від прихильників. Це невеликі регулярні пожертви. До офіційного визнання організації екстремістською організацією таких благодійників було близько 30 тисяч осіб. Нині їхня кількість знизилася до 4–5 тисяч.[22]
2. Великі пожертвування від заможних осіб. Пан Л.Волков називає їх "high net worth individuals", маю на увазі багатих людей, готових підтримувати організацію значними сумами.[22]
3. Інституційні донори. Це фонди та організації. Пан Л.Волков уточнює, що ФБК не отримує коштів від американських фондів, пов'язаних з урядом США. Причина в тому, що фонд відкрито заявляє про свою мету зміну політичного режиму в Росії. Державні та навколодержавні структури у США, як правило, не можуть фінансувати такі проєкти. В іншому Л.Волков називає принципи взаємодії з інституційними донорами аналогічними до роботи з приватними жертводавцями.[22]

## Витрати
Один з очільників Фонду Боротьби з Корупцією пан Леонід Волков зазначив що 80% витрат фонду припадає на виплату зарплати своїм співробітникам, а інші статті витрат це оренда, відрядження та технічна інфраструктура, наприклад, оренда серверів. При цьому Л.Волков зазначив, що на медіапроєкти фонду за його підрахунками йде до 40% бюджету.

## Проєкти фонду

### РосПил
rospil.info — створений в грудні 2010 року Олексієм Навальним проєкт, присвяченого боротьбі зі зловживаннями в державних закупівлях. Проєкт працює за наступною схемою: користувачі сайту виявляють передбачувані корупційні закупівельні конкурси (як правило, за допомогою офіційного порталу держзакупівель), професійні експерти оцінюють конкурси з точки зору можливої корумпованості, юристи проєкту на основі проведених експертиз пишуть скарги до контролюючих органів (перш за все, в федеральну антимонопольну службу) з метою скасування корупційних закупівель. Експерти і користувачі, що займаються пошуком корупційних закупівель, є добровольцями. Юристи ж є співробітниками «РосПил» (надалі ФБК) і отримують офіційну зарплату з коштів проєкту. Для фінансування проєкту було організовано збір приватних пожертвувань.

### РосЖКХ
«РосЖКХ» (roszkh.ru) — інтернет-сервіс для реєстрації скарг на роботу комунальних служб у всіх регіонах Росії. Відкрили 8 листопада 2012 року. Для подачі заяви досить вписати свою адресу і ім'я, і коротко викласти суть проблеми. Після цього скарга автоматично направляється в кілька наглядових інстанцій. Тільки за перший тиждень через сервіс було відправлено близько 96 тисяч звернень до комунальних служб.

### РосЯма
«РосЯма» (rosyama.ru) — російський інтернет-сервіс для автоматизованої реєстрації скарг на ями і інші дефекти дорожнього покриття. Відкритий 30 травня 2011 року. Через «РосЯма» користувачі можуть повідомити в ДАІ про дорожній дефект і прикласти фотографію. Після обробки заяви ДІБДР (рос. ГИБДД) відкриває адміністративну справу і видає підряднику припис усунути дефект в 12-денний термін. Ідея проєкту була швидко перейнята в сусідніх країнах. Вже в 2011 році в Україні, Білорусі, та Казахстані діяли регіональні аналоги «РосЯми» — «УкрЯма», «БелЯма» і «КазЯма».

### «Добрая машина правды»
mashina.org — проєкт Олексія Навального за допомогою якого він намагався поширювати інформацію про зловживання і корупцію у владі. Перша назва: «Добрая машина пропаганды». Запущено 29 травня 2012 року. ДМП позиціонувала себе як альтернатива і конкурент «Злий Машині Пропаганди», тобто офіційним російським ЗМІ. Деякими джерелами розглядався як мав пропагандистську спрямованість.
В рамках проєкту добровольці влаштовували різні акції, зустрічі, поширювали спам і листівки з інформацією про корупцію і різних проєктів ФБК і Навального.
Проєкт був заморожений в середині 2014 року. За словами Навального, він переоцінив можливості інтернету для пропаганди і перемоги над звичайними ЗМІ.

## Медіа
В кінці 2016 року на стратегічній сесії ФБК було вирішено створити в добавок до основного каналу в Youtube (де розміщувалися розслідування і заяви Олексія Навального) додатковий, який за словами Любові Соболь був призначений для «прямих трансляцій, для поширення наших ідей, наших поглядів, щоб можна було обмінюватися цим з нашою аудиторією, тому що до цього ми користувалися тільки зустрічами в офлайні, розсилками, але на телебачення нас вже не пускали». Альтернативними варіантами було створення власного телеканалу і радіостанції, від яких в результаті відмовилися через брак ресурсів і наявність при владі методів адміністративного протидії. Вперше про інтернет-трансляціях Навальний задумався після того, як на праймеріз «Парнас» навесні 2016 року друге місце отримав активіст В'ячеслав Мальцев, чий канал прямих ефірів «Артпідготовка» дивилися в середньому 150 000 чоловік в день.
Продюсером нового каналу стала Оксана Бауліна, яка раніше працювала в глянцевих журналах. За два місяці в майбутню студію була перероблена кімната колл-центру, закуплено обладнання, також були розроблені ідеї і антураж. Спочатку над контентом працювало чотири людини. 15 березня 2017 року відбувся перший ефір інтернет-каналу «Навальний Live», в якому Леонід Волков розповідав про передвиборну кампанію політика. На наступний день вийшов перший випуск ранкової програми «Кактус», яку спочатку вели Микола Ляскін і Любов Соболь, і представляла собою обговорення актуальних новин в кампанії різних гостей. Надалі з'явилися програми «Буде гірше» головного редактора «Медіазони» Сергея Смирнова і «Де гроші?» політика Володимира Мілова, з 28 січня почала працювати власна програма новин «Новини». Найбільш рейтинговою програмою каналу стала передача Олексія Навального «Навальний о 20.18», перші випуски якої збирали в середньому мільйон переглядів. Підвищений інтерес до каналу виник на тлі організованих в прямому ефірі трансляцій акцій 26 березня, за підсумком яких глядачі могли в прямому ефірі побачити злом офісу ФБК співробітниками поліції і затримання співробітників фонду. У розкрутці каналу не використовувалося комерційне просування через відмову з боку «ВКонтакті» і «Однокласників» від політичної тематики (від платного просування на Youtube було вирішено відмовитися за підсумками мерських виборів 2013). У вересні 2018 року стався перезапуск «Навальний Live», генеральним продюсером якого стала Любов Соболь.
У серпні 2018 року були запущені подкасти «Зараз розповімо», в яких обговорювалися різні теми (так, перші три випуски були присвячені пенсійній реформі, конфлікту редакції і власника російської версії Forbes і тортурам в тюремних колоніях).